# Canton de Nancy-1
Le canton de Nancy-1 est une circonscription électorale française du département de Meurthe-et-Moselle.

## Histoire
Un nouveau découpage territorial de Meurthe-et-Moselle entre en vigueur à l'occasion des élections départementales de 2015. Il est défini par le décret du 26 février 2014, en application des lois du 17 mai 2013 (loi organique 2013-402 et loi 2013-403). Les conseillers départementaux sont, à compter de ces élections, élus au scrutin majoritaire binominal mixte. Les électeurs de chaque canton élisent au Conseil départemental, nouvelle appellation du Conseil général, deux membres de sexe différent, qui se présentent en binôme de candidats. Les conseillers départementaux sont élus pour 6 ans au scrutin binominal majoritaire à deux tours, l'accès au second tour nécessitant 12,5 % des inscrits au 1er tour. En outre la totalité des conseillers départementaux est renouvelée. Ce nouveau mode de scrutin nécessite un redécoupage des cantons dont le nombre est divisé par deux avec arrondi à l'unité impaire supérieure si ce nombre n'est pas entier impair, assorti de conditions de seuils minimaux. En Meurthe-et-Moselle, le nombre de cantons passe ainsi de 44 à 23.
Le canton de Nancy-1 est formé d'une fraction de la ville de Nancy. Il est entièrement inclus dans l'arrondissement de Nancy. Le bureau centralisateur est situé à Nancy.

## Représentation
| Période élective | Période élective | Mandat | Mandat   | Identité         | Nuance | Nuance | Qualité |
| ---------------- | ---------------- | ------ | -------- | ---------------- | ------ | ------ | --- |
| 2015             | 2021             | 2015   | 2021     | Patrick Blanchot |        | LR     | Radiologue |
| 2015             | 2021             | 2015   | 2021     | Sophie Mayeux    |        | UDI    | Dirigeante de société, conseillère municipale de Nancy Ancienne conseillère générale du Canton de Nancy-Ouest (2011-2015)                                                |
| 2021             | 2028             | 2021   | en cours | Marie Al Kattani |        | EELV   | Docteure en biologie moléculaire, cadre de santé |
| 2021             | 2028             | 2021   | en cours | Sylvain Mariette |        | EELV   | Médiateur de l'association "Des hommes et des arbres", 10ème Vice-Président du conseil départemental, délégué à la transition écologique et à la participation citoyenne |

### Résultats détaillés

#### Élections de mars 2015
À l'issue du 1er tour des élections départementales de 2015, deux binômes sont en ballottage : Patrick Blanchot et Sophie Mayeux (Union de la Droite, 39,8 %) et Françoise Simonin et Abdennour Slimani (PS, 34,62 %). Le taux de participation est de 49,46 % (9 168 votants sur 18 537 inscrits) contre 48,16 % au niveau départemental et 50,17 % au niveau national.
Au second tour, Patrick Blanchot et Sophie Mayeux (Union de la Droite) sont élus avec 55,9 % des suffrages exprimés et un taux de participation de 47,79 % (4 654 voix pour 8 859 votants et 18 538 inscrits).

#### Élections de juin 2021
Le premier tour des élections départementales de 2021 est marqué par un très faible taux de participation (33,26 % au niveau national). Dans le canton de Nancy-1, ce taux de participation est de 37,02 % (6 777 votants sur 18 308 inscrits) contre 29,74 % au niveau départemental. À l'issue de ce premier tour, deux binômes sont en ballottage : Marie Al Kattani et Sylvain Mariette (Union à gauche avec des écologistes, 43,4 %) et Matthieu Dap et Sophie Mayeux (Union au centre et à droite, 37,02 %).
Le second tour des élections est marqué une nouvelle fois par une abstention massive équivalente au premier tour. Les taux de participation sont de 34,36 % au niveau national, 30,76 % dans le département et 37,72 % dans le canton de Nancy-1. Marie Al Kattani et Sylvain Mariette (Union à gauche avec des écologistes) sont élus avec 51,65 % des suffrages exprimés (3 377 voix pour 6 906 votants et 18 307 inscrits),,.

## Composition
| Nom                           | Code Insee | Intercommunalité         | Superficie (km2) | Population (dernière pop. légale)                 | Densité (hab./km2) | Modifier                                    |
| ----------------------------- | ---------- | ------------------------ | ---------------- | ------------------------------------------------- | ------------------ | ------------------------------------------- |
| Nancy (bureau centralisateur) | 54395      | Métropole du Grand Nancy | 15,01            | Fraction : 35 460 (2022) Commune : 104 387 (2022) | 6 954              | modifier les données · modifier les données |
| Canton de Nancy-1             | 5412       |                          |                  | 35 460 (2022)                                     |                    | modifier les données                        |

Le canton de Nancy-1 comprend la partie de la commune de Nancy située à l'ouest et au sud d'une ligne définie par l'axe des voies et limites suivantes : depuis la limite territoriale de la commune de Laxou, avenue de la Libération, rue de la Colline, rue Saint-Bodon, rue d'Auxonne, quai Claude-le-Lorrain, passerelle, ligne de chemin de fer, rue Raymond-Poincaré, rue Stanislas, place Stanislas, rue des Dominicains, rue du Pont-Mouja, rue Saint-Nicolas, rue Charles-III, boulevard Lobau, rue Molitor, place du Général-Giraud, rue de la Salle, rond-point, rue des Fabriques, rue de Saint-Dizier, rue de la Salpêtrière, rue des Quatre-Églises, avenue du Général-Leclerc, rue Boulay-de-la-Meurthe, boulevard de l'Insurrection-du-Ghetto-de-Varsovie, avenue du Général-Leclerc, ligne de chemin de fer, pont des Fusillés, rue de Mon-Désert, rue Émile-Bertin, avenue de la Libération, jusqu'à la limite territoriale de la commune de Villers-lès-Nancy.

## Démographie
En 2022, le canton comptait 35 460 habitants, en évolution de −1,48 % par rapport à 2016 (Meurthe-et-Moselle : −0,13 %, France hors Mayotte : +2,11 %).
| 2013   | 2018   | 2022   |
| ------ | ------ | ------ |
| 35 332 | 35 930 | 35 460 |